# Иодидный метод

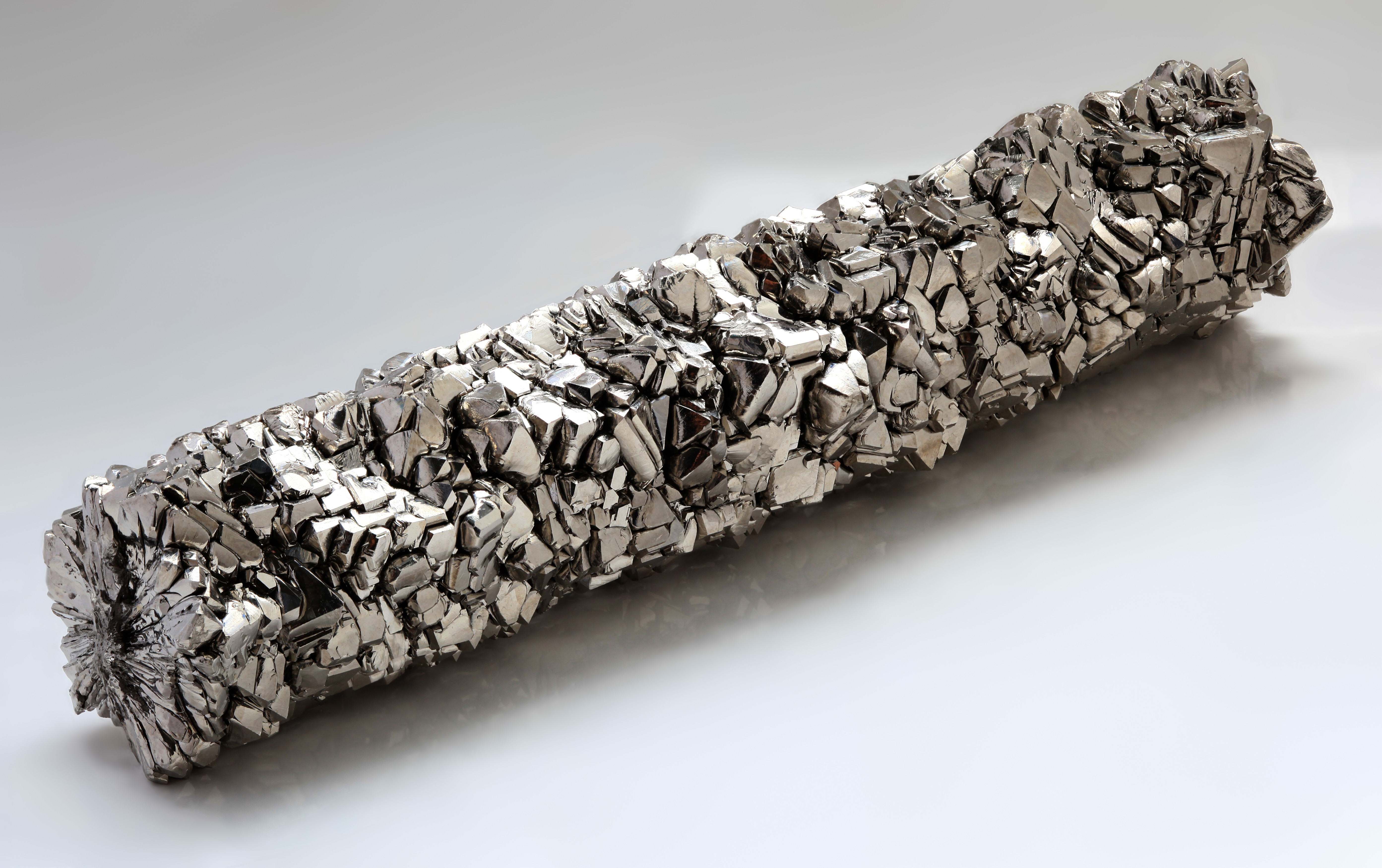
Брусок кристаллического титана, полученный иодидным методом

Иодидный метод — метод получения металлов высокой чистоты. Разработан в 1925 году  Антоном ван Аркелем и  Яном де Буром.
Метод основывается на способности металлов образовывать летучие соединения с иодом, разлагая которые, удается получить свободный от примесей материал (титан, цирконий, гафний).

## Описание

Схема аппарата для получения металла иодидным методом

Черновой металл с добавкой некоторого количества иода помещают в герметичную камеру. Зону камеры, где находится эта смесь, разогревают до температуры 400 — 600 °C (в зависимости от очищаемого металла), при этой температуре образуется иодид металла, который при такой температуре находится в газообразном состоянии. Затем пары иодида металла попадают в зону камеры, нагретую до температуры разложения иодида (1300 — 1700 °C). В ней происходит разложение иодида с выделением чистого металла на стенках камеры. Оставшийся после разложения иод попадает обратно в зону низкой температуры, взаимодействует с новой порцией металла, и цикл повторяется, пока в зоне низкой температуры не остаются примеси, которые с иодом не взаимодействуют.
Высокая температура, необходимая для разложения иодида, может создаваться пропусканием электрического тока через закрепленную в камере проволоку. В таком случае металл осаждается не на стенках сосуда, а на проволоке, образуя своеобразные кристаллические «слитки».

## Галерея

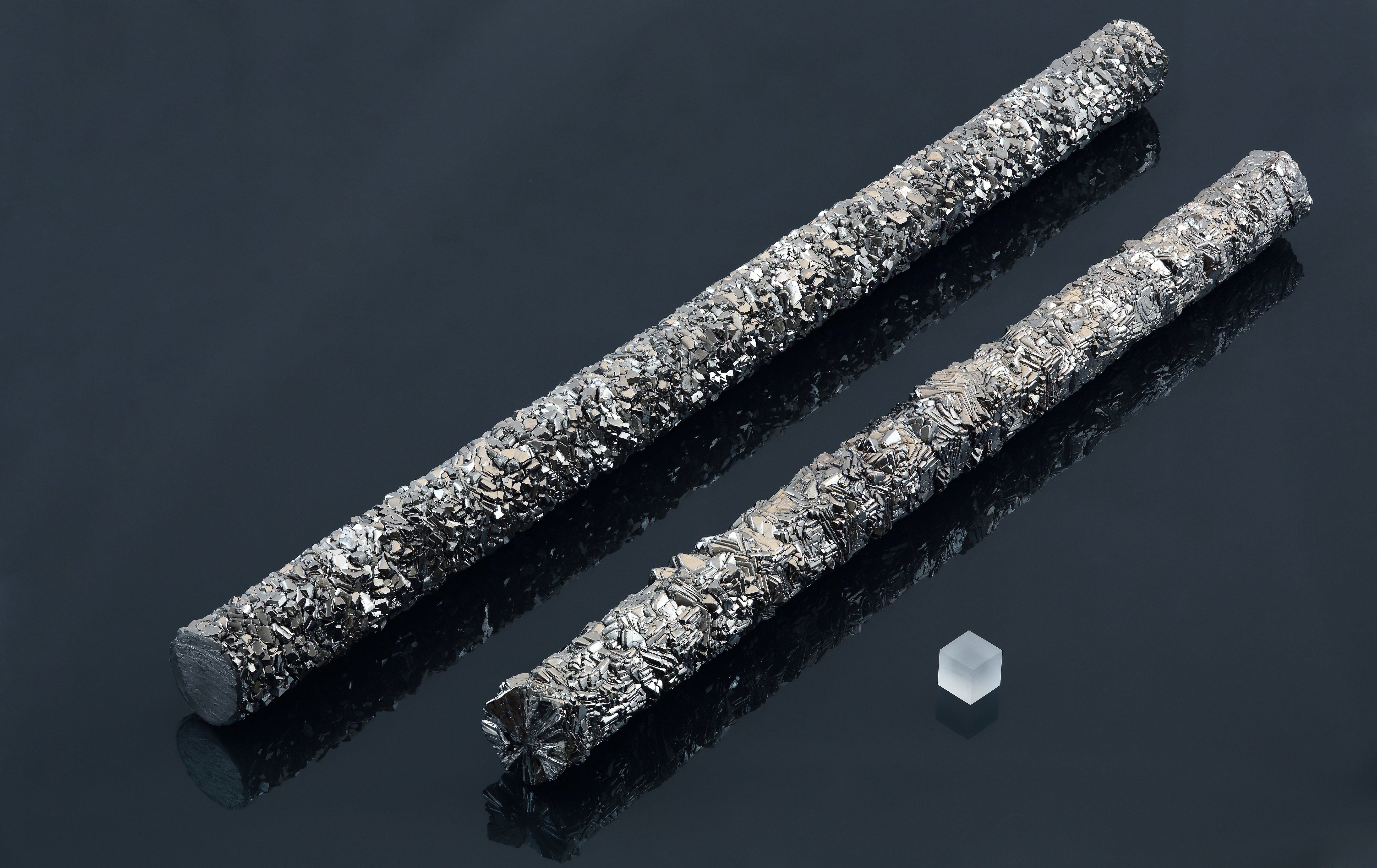
Титан
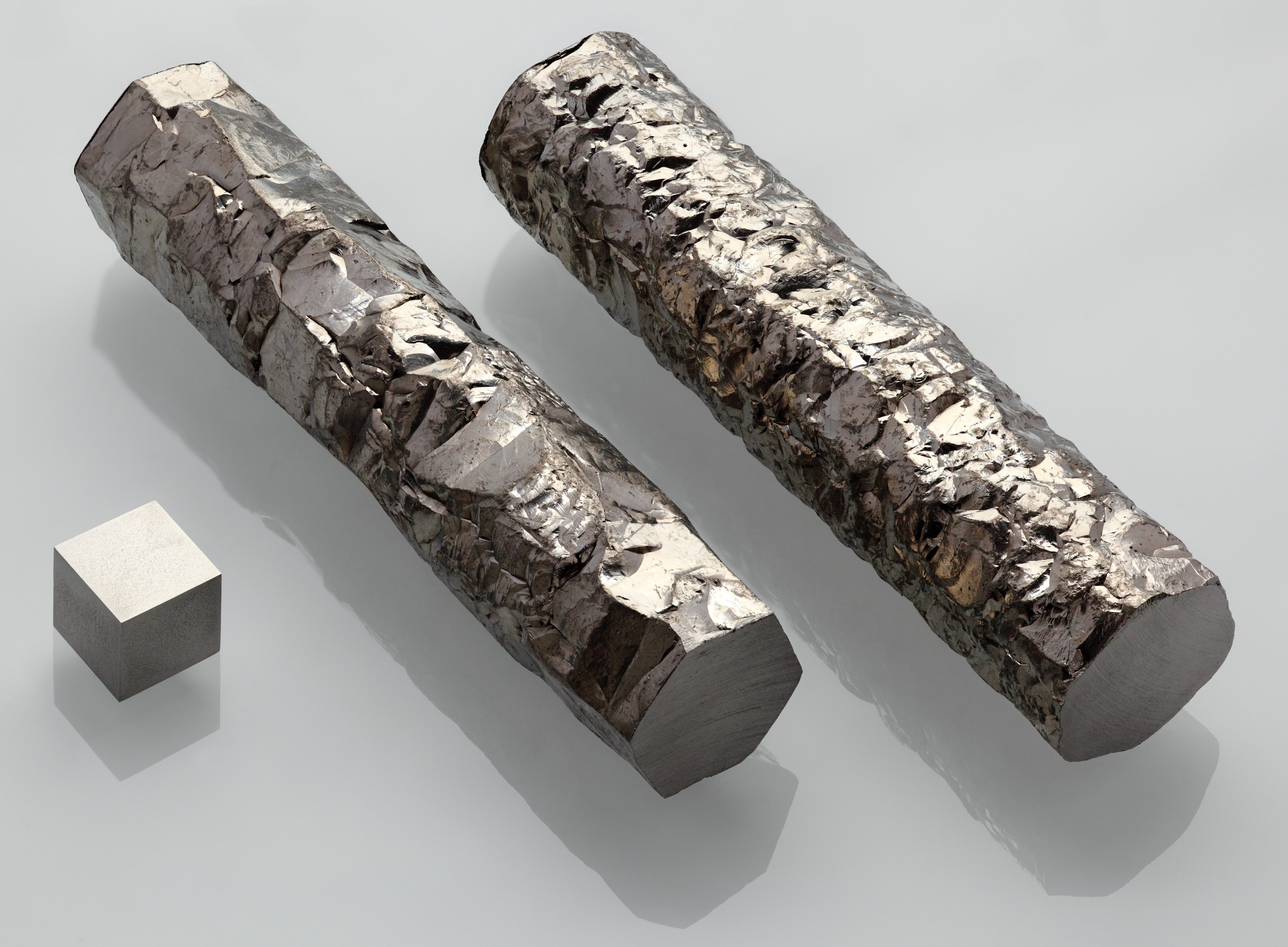
Цирконий
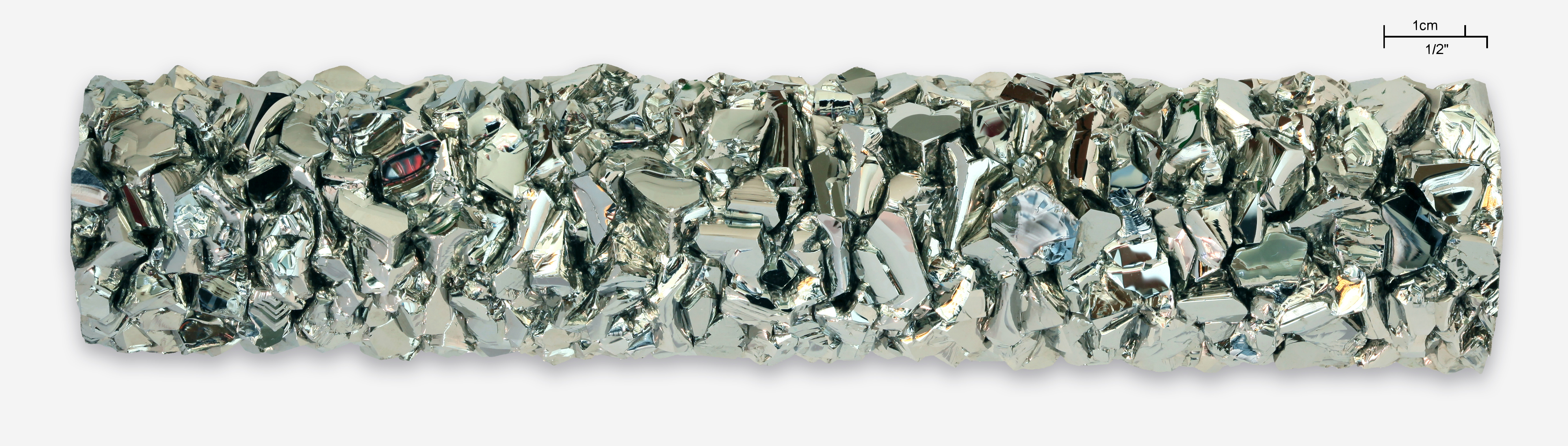
Гафний
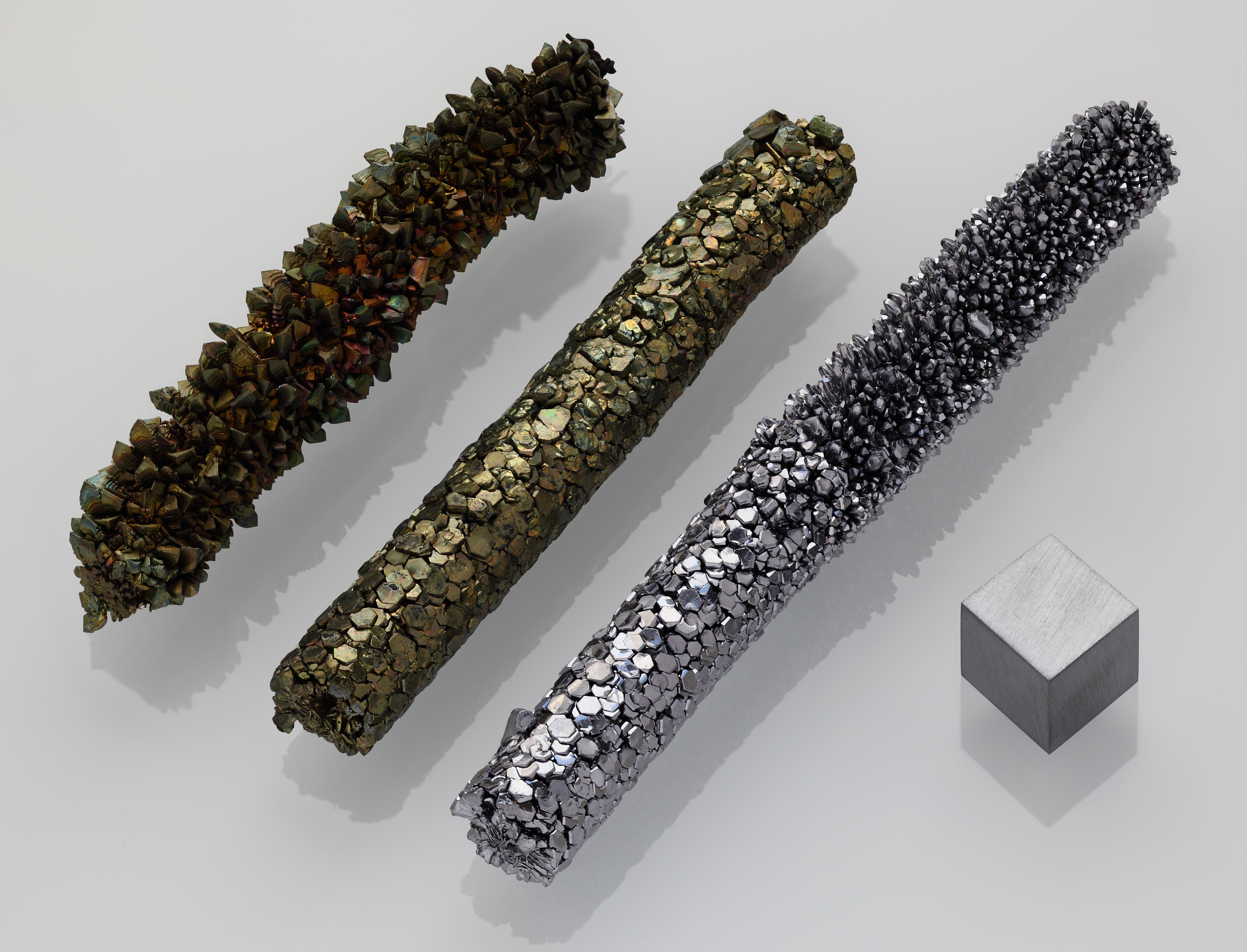
Ванадий